# Galeodes caspius fuscus
Galeodes caspius fuscus es una subespecie de arácnido  del orden Solifugae de la familia Galeodidae.

## Distribución geográfica
Se encuentra en Uzbekistán y Kazajistán.